# Molucche
Le Molucche (in indonesiano Maluku) sono un gruppo di isole dell'Indonesia, parte del più vasto arcipelago malese e bagnate dall'oceano Pacifico. L'arcipelago, che consiste in un migliaio di isole sparse tra il mar di Banda e il mar delle Molucche, è delimitato a ovest dalla grande isola di Celebes, a nordovest dall'arcipelago delle Filippine, a est dalla Nuova Guinea, a sud dall'Australia e a sudovest dall'isola di Timor. Parte della Wallacea (per la maggior parte a est della "linea di Weber"), le Molucche sono considerate sia parte dell'Asia che dell'Oceania.

## Descrizione
Le isole Molucche si trovano tra il 3º parallelo di latitudine nord e il 9° di latitudine sud e tra il 124º e il 135º meridiano di longitudine est. Sono situate sulla placca continentale australiana e la loro superficie è di circa 851000 km², dei quali solo il 10% costituito da terraferma. La maggior parte delle isole sono montagnose, alcune con vulcani in attività, e godono di un clima umido. La vegetazione delle piccole e strette isole, attorniate dal mare, è molto lussureggiante; include foreste tropicali, sago, riso, noce moscata, chiodi di garofano e altre varietà. Il capoluogo è Ambon situata a sud di Ceram. Halmahera, l'antica Jailolo, è l'isola più grande dell'arcipelago.
L'importanza storica delle Molucche, che in passato erano note come "isole delle spezie", deriva dall'intenso commercio di prodotti ed essenze coloniali sviluppato nei secoli da parte dei commercianti arabi, indiani, cinesi ed europei; solo in questi luoghi infatti era possibile trovare prodotti come i chiodi di garofano, la noce moscata o il macis, prodotti e commerci che contribuirono ad attirare l'interesse di tutte le potenze coloniali europee che tentarono diverse volte di colonizzare l'arcipelago malese e l'odierna Indonesia. Questo genere di spezie, infatti, veniva messo dagli europei sullo stesso piano dell'oro e venivano utilizzate nei modi più disparati: conservare e aromatizzare le carni, preparare lozioni per alleviare i dolori causati dalla gotta e dai reumatismi e per preparare diversi tipi di profumi.

## Storia
Gli austronesiani furono per migliaia di anni navigatori e commercianti provenienti da Formosa. Secondo il convenzionale e ormai riconosciuto "modello fuori da Formosa", un'espansione austronesiana su larga scala cominciò intorno al 5000-2500 a.C. La crescita demografica alimentò principalmente questa migrazione. Questi primi coloni potrebbero essere sbarcati nelle isole Batanes prima di raggiungere la parte settentrionale dell'isola di Luzon, nell'arcipelago delle Filippine, mescolandosi con l'anteriore popolazione austro-melanesiana che aveva abitato le isole circa 23 000 anni prima. Nel corso del successivo millennio, i popoli austronesiani migrarono a sud-est nel resto delle Filippine e nelle isole del mar di Celebes e del mar delle Molucche. 
La più antica prova archeologica di occupazione umana della regione risale a circa 32 000 anni fa, ma prove di ancora più antiche sistemazioni in Australia possono significare che le Molucche ebbero visitatori molto prima di tale periodo. L'evidenza di crescenti relazioni commerciali a lunga distanza e di frequenti occupazioni delle isole, risalgono a circa 10 000/15 000 anni più tardi. Perle di onice e pezzi di incisioni su argento usate come moneta sul continente indiano intorno al 200 a.C. sono state dissotterrate da alcune di queste isole. In aggiunta, le lingue locali usano derivazioni delle parole malesi, in contrasto ai termini usati nella più vasta società papuana, che ha anche radici etimologiche in Cina, una conseguenza del commercio regionale con questa nazione che si sviluppò intorno agli anni 500 e 600.
Sebbene ci fossero culture diverse presenti su gruppi dispersi di isole, si ipotizza che la popolazione formasse una società cosmopolita, nella quale commercianti di altre regioni si insediavano in colonie, o in enclavi, per condurre il commercio di spezie. Commercianti arabi e cinesi frequentemente passarono o vissero in questa regione.

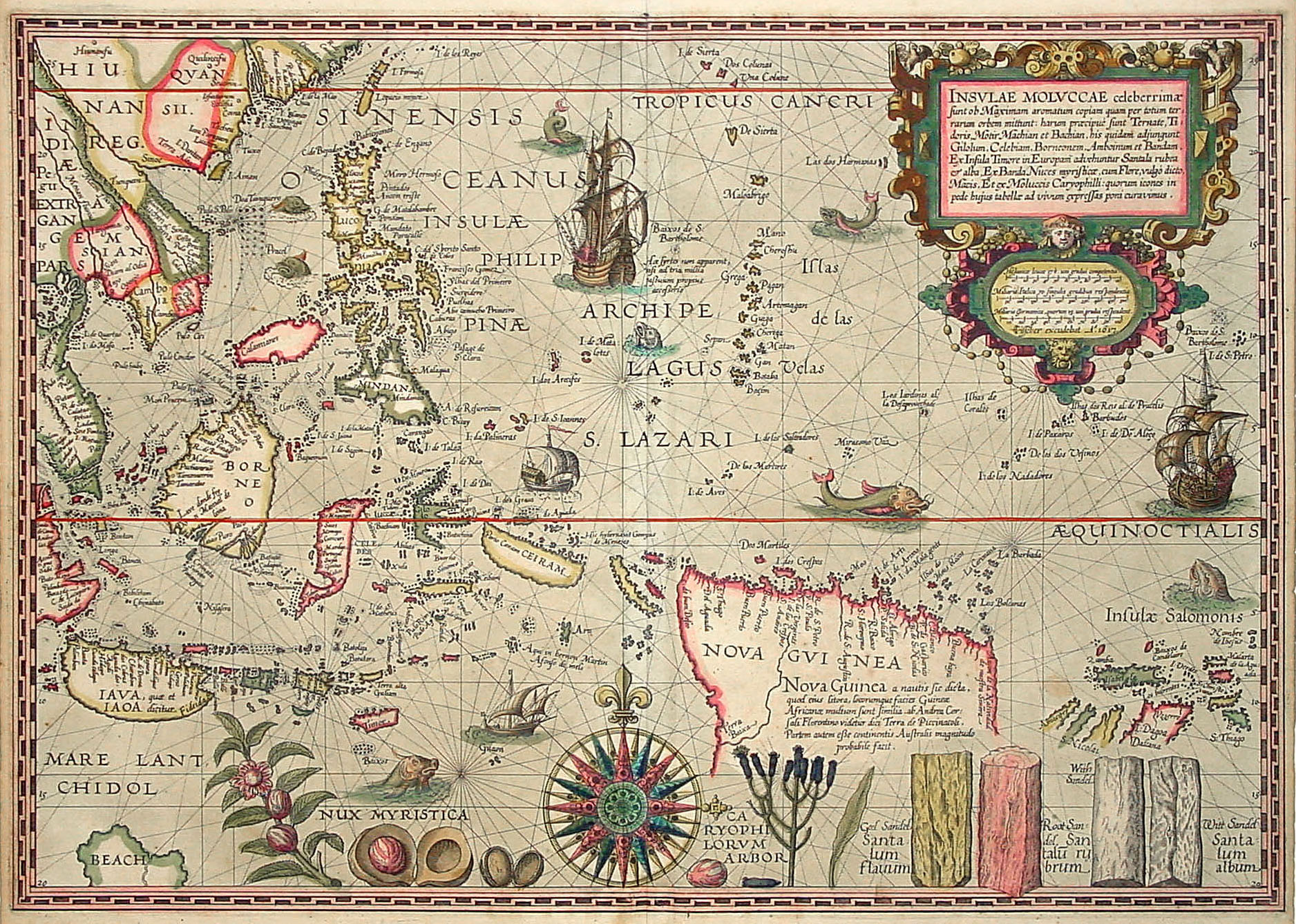
Insulae Moluccae, mappa delle isole del 1592 di Petrus Plancius

Nel 1513 i portoghesi, al comando di Jorge de Albuquerque approdarono sull'Isola Ambon, la cui produzione era molto richiesta. In breve costruirono un forte e ottennero il controllo dell'isola stessa, delle Isole Uliasser e delle Isole Banda. Gli spagnoli invece ottennero il controllo di Ternate e Tidore. Queste occupazioni diffusero velocemente il credo romano cattolico tra le popolazioni native di Ambon, ma, nonostante quest'azione, la maggior parte della regione rimase musulmana.
Il successo della spedizione di Ferdinando Magellano, con l'arrivo nel novembre 1521 a Tidore di Juan Sebastián Elcano fu soprattutto simbolico e, dopo diversi altri tentativi infruttuosi, Carlo V finì con il rinunciare alle sue pretese sulle Molucche per 350 000 ducati con il Trattato di Saragozza del 1529. Il confine orientale tra le sfere d'influenza fu fissato 17° a est dell'arcipelago, lasciando ai portoghesi il monopolio quasi assoluto del lucroso commercio delle spezie asiatiche.
Dopo l'arrivo dei portoghesi, il sultano di Ternate si alleò con loro e nel 1522 richiese e ottenne la costruzione di una fortezza portoghese nell'isola. La prima pietra della fortezza fu posta il 24 giugno 1522, festa di San Giovanni Battista, e per questo motivo la fortezza fu chiamata São João Baptista de Ternate. Il re di Tidore, da sempre rivale di quello di Ternate, fu messo in una posizione d'inferiorità, che cercò di bilanciare alleandosi con gli spagnoli all'arrivo delle navi della spedizione di Magellano. Gli spagnoli stabilirono un'alleanza con i re Tidore e Jailolo e truppe spagnole rimasero nell'isola di Tidore negli anni 1527-1534 e 1544-1545.
Gli olandesi arrivarono nel 1599 e denunciarono il malcontento degli aborigeni verso i portoghesi a causa della monopolizzazione del commercio tradizionale. Dopo aver ottenuto aiuto dagli abitanti di Ambon, gli olandesi costruirono un forte a Hitu Larna, i portoghesi quindi iniziarono una campagna punitiva contro gli abitanti, che richiedevano l'aiuto olandese. Nel 1605 Frederick de Houtman divenne il primo governante olandese dell'isola.
La Compagnia olandese delle Indie orientali (VOC) dovette superare tre ostacoli per sviluppare il proprio commercio: i portoghesi, il controllo sulle popolazioni aborigene e i britannici. Ancora una volta il contrabbando sarebbe stato l'unica alternativa al monopolio europeo. Tra gli altri eventi del XVII secolo, i bandanesi tentarono di avviare un commercio indipendente con i britannici. La risposta della Compagnia delle Indie fu quella di decimare la popolazione nativa delle isole Banda, far fuggire i sopravvissuti su altre isole e installare il lavoro schiavistico.
Anche se altre etnie ripopolarono le Isole Banda, il resto delle Molucche rimase a disagio con il controllo straniero e anche dopo che i portoghesi stabilirono una nuova stazione commerciale a Macassar, ci furono rivolte di nativi nel 1636 e nel 1646. Sotto il controllo della Compagnia, le Molucche settentrionali vennero amministrate dalla residenza olandese di Ternate, mentre quelle meridionali da "Amboyna" (Ambon).
Durante l'occupazione giapponese nel corso della seconda guerra mondiale, i moluccani fuggirono sulle montagne e diedero il via a una campagna di resistenza nota come Brigata Moluccana Meridionale. Dopo la fine della guerra i capi politici delle isole condussero con successo delle trattative per l'indipendenza con gli olandesi. Complicati dalle richieste indonesiane, gli Accordi della Conferenza della tavola Rotonda vennero firmati nel 1949, trasferendo le Molucche all'Indonesia, con meccanismi che permettevano alle isole di scegliere se farne parte o meno. Gli accordi garantivano ai molucchesi il diritto di determinare la loro sovranità ultima. L'effimera repubblica delle Molucche ebbe vita breve.

## Geografia

### Morfologia
Insieme con l'isola di Sulawesi, le Molucche occupano quella parte instabile e tormentata della superficie terrestre compresa tra gli stabili altipiani sottomarini della Sonda e di Sahul e gli oceani Pacifico e Indiano. Morfologicamente si distinguono:
- Le Molucche meridionali, composte:
  - dalle isole che sono le sommità d'una catena d'alte montagne, le quali emergono da mari profondi e formano insieme la serie insulare esterna del Mar di Banda. Isole principali di questa zona sono le Tanimbar o Timor Laut, Ceram e le isole d'Amboina; l'isola di Buru vi forma un alto blocco isolato;
  - dalla catena di vulcani che sorgono sopra una cresta sottomarina, il cui insieme costituisce la serie insulare interna del mar di Banda. Essa forma il prolungamento dei vulcani delle Piccole Isole della Sonda e termina con gli avanzi del vulcano di Banda. Questi avanzi formano il piccolo gruppo delle isole Banda con una superficie di soli 50 km². Queste isole sono state tuttavia fino ai tempi presenti la regione principale per la coltivazione della noce moscata e costituiscono un paesaggio di straordinaria bellezza incorniciato in uno scenario fantastico;
  - dal blocco non piegato delle isole Kai, il quale si prolunga nella vicina penisola della Nuova Guinea;
  - dalle isole Aru, arcipelago assai basso sull'altipiano sottomarino di Sahul, intagliato da canali poco profondi, dei quali non si conosce bene la genesi.
- Le Molucche settentrionali, composte:
  - dai gruppi d'isole di Halmahera e di Bacan costituiti da montagne smembrate. In questi gruppi si trovano ventiquattro vulcani, di cui due attivi: di essi, undici sono nella penisola settentrionale di Halmahera, otto formano la catena delle isole Ternate, Tidore, ecc., e cinque sono situati nella penisola settentrionale di Batan.
  - dalla catena delle isole Misool-Obi-Sula;

Le isole Raja Ampat di cui fa parte Misool fanno parte della Nuova Guinea.
Le formazioni coralligene sono numerosissime e bene sviluppate e formano scogliere coralline costiere, barriere e atolli. Nei mari esistono numerosi bacini profondi: il mare di Banda, per es., ne conta tre che scendono rispettivamente a 7 410 m, 5 267 m e 5 120 m. Le più alte montagne delle Molucche raggiungono l'altezza di 3 010 m a Ceram, di 2 050 a Buru e di 1 038 m ad Amboina; i vulcani di Halmahera, di Ternate e di Tidore si spingono a 1 500 m; il cono più recente del vulcano di Banda è alto 658 m.
Le isole meridionali (Tanimbar, Kai, Aru) hanno il clima di tipo secco di Kupang; le altre hanno il clima di tipo piovoso di Amboina.

## Economia
Oggi le spezie non hanno più il valore economico di una volta e l'economia locale si è rivolta verso la pesca, l'industria di legname e mineraria (amianto, stagno), e l'agricoltura. Si coltivano principalmente patate dolci, caffè, sagù e granoturco, copra e frutta.
Il turismo, seppur agevolato da paesaggi di notevole bellezza, non riesce ancora a prendere piede.

## Popolazione
Sebbene originariamente melanesiana la popolazione di molte isole, specialmente quella delle Isole Banda, fu decimata nel XVII secolo. Un secondo afflusso di immigranti malesi iniziò agli albori del XX secolo sotto la dominazione olandese e continuò durante tutta l'epoca indonesiana.
Oltre alla Bahasa Indonesia, che è la lingua ufficiale, si parlano circa 200 diversi dialetti, e le religioni più diffuse sono quella cristiana e quella musulmana, seppur affiancate da riti magici e superstiziosi risalenti alle vecchie tradizioni locali.

## Situazione politica
Politicamente, le Molucche furono un'unica provincia indonesiana dal 1950 al 1999. Nel 1999 la reggenza delle Molucche fu divisa per formare una provincia separata. Le isole ora sono divise in due province: Molucche (Maluku) e Molucche Settentrionali (Maluku Utara). In anni recenti queste isole sono state teatro di conflitti etnici tra cristiani e musulmani.
Dal 1999 sono arrivati nelle Molucche circa 2 000 coloni musulmani provenienti da svariate zone dell'Indonesia.